# Mônica Riedel
Mônica Riedel   (Rio de Janeiro, 28 de setembre de 1970) és la primera dama de Mato Grosso do Sul a partir de l'1 de gener de 2023, esposa del governador electe Eduardo Riedel, a més, és una activista.
Nascuda el 28 de setembre de 1970, és llicenciada en Direcció d'Empreses per la Fundació Getúlio Vargas. Està casada amb Eduardo Riedel des del 1994, amb qui té 2 fills. Després de l'anunci de la candidatura d'Eduardo Riedel al govern de Mato Grosso do Sul, Mônica va guanyar més protagonisme amb aparicions al costat del treball del marit i en accions de suport al PSDB.